# Comuna Novofedorivka, Kazanka
Novofedorivka (în ucraineană Новофедорівка) este o comună în raionul Kazanka, regiunea Mîkolaiiv, Ucraina, formată din satele Nove, Novofedorivka (reședința), Novohrîhorivka și Troianka.

## Demografie
Componența lingvistică a comunei Novofedorivka
     Ucraineană (95,07%)
     Rusă (3,37%)
     Alte limbi (0,91%)
Conform recensământului din 2001, majoritatea populației comunei Novofedorivka era vorbitoare de ucraineană (95,07%), existând în minoritate și vorbitori de rusă (3,37%).